# Kráľovce
Kráľovce – wieś (obec) na Słowacji położona w kraju koszyckim, w powiecie Koszyce-okolice. Pierwsze wzmianki o miejscowości pochodzą z roku 1388. 
Według danych z dnia 31 grudnia 2012, wieś zamieszkiwało 1109 osób, w tym 552 kobiety i 557 mężczyzn.
W 2001 roku rozkład populacji względem narodowości i przynależności etnicznej wyglądał następująco:
- Słowacy – 87,87%
- Romowie – 10,34%
- Rusini – 0,4%
- Ukraińcy – 0,2%
- Węgrzy – 0,5%

Ze względu na wyznawaną religię struktura mieszkańców kształtowała się w 2001 roku następująco:
- Katolicy rzymscy – 53,08%
- Grekokatolicy – 27,83%
- Ewangelicy – 6,46%
- Prawosławni – 0,3%
- Ateiści – 3,98%
- Nie podano – 6,56%